# Arthur Maillefer
Arthur Maillefer (* 25. Juli 1880 in Lausanne; † 21. November 1960 ebenda) war ein Schweizer Botaniker und Geobotaniker. Sein botanisches Autorenkürzel lautet «Maill.»

## Leben

### Herkunft, Ausbildung und Promotion
Maillefer war Sohn des Tabakhändlers Louis-Auguste Maillefer und von Lina Maillefer, geborene Busam.
Er ging in Lausanne zur Schule, die er 1900 mit dem Bakkalaureat für Wissenschaften abschloss. Bereits seit seiner Kindheit interessierte er sich für Pflanzen.
Er studierte an der Universität Lausanne Naturwissenschaften bei Ernest Wilczek (1867–1948). Zusammen mit Wilczek nahm er an zahlreichen Exkursionen teil: in die Dauphiné, in das Piemont, in das Tessin, in das Wallis und in alle Gegenden des Kantons Waadt. 1903 schloss er sein Studium mit dem Lizenziat ab. Maillefer war Mitglied der Schweizerischen Studentenverbindung Helvetia.
Maillefer ging nach Freiburg im Breisgau und studierte bei Friedrich Oltmanns, Spezialist in Algologie.
Nach seiner Rückkehr wurde er wissenschaftlicher Assistent bei Wilczek. 1906 wurde er über das Thema Eine Studie über die Biometrie der Diatoma grande W.Am. promoviert.

### Beruf und Ämter
Maillefer lehrte einige Jahre an der höheren Schule und an der Wirtschaftshochschule, aber seine Neigungen gingen mehr zur Forschung.
Von 1908 bis 1912 arbeitete Maillefer als Privatdozent an der Universität Lausanne. Dort erhielt er 1912 bis 1919 eine Stelle als Lehrbeauftragter und wurde 1919 zum ausserordentlichen Professor berufen. Er hielt Vorlesungen über Genetik und Pflanzenphysiologie. 1928 wurde er Dekan der naturwissenschaftlichen Fakultät und übte dieses Amt bis 1930 aus. Von 1949 bis 1950 war er ordentlicher Professor für Genetik, Pflanzenphysiologie und systematische und pharmazeutische Botanik.
Maillefer übte die folgenden weiteren Ämter aus:
- 1922 Präsident der Société vaudoise des sciences naturelles
- von 1933 bis 1939 Präsident der Schweizer Botanischen Gesellschaft
- von 1938 bis 1950 Direktor des Botanischen Museums des Kantons Waadt[1]

### Arbeitsgebiete
Seit 1907 studierte Maillefer die Pflanzenbewegung mit mathematischen Methoden. Er benutzte bei seinen Untersuchungen Methoden der Statistik und der Numerischen Analysis in der Biogeographie. Er verwendete zum Beispiel ein Nullmodell, um statistische Effekte auf den generischen Koeffizienten nach Paul Jaccard (1868–1944) nachzuweisen. Damit widersprach er Paul Jaccards Ansicht in dessen Disput mit Alvar Palmgren (1880–1960). Maillefers statistische Lösung des Problems wurde 1930 durch den ungarischen Mathematiker George Pólya bestätigt.
Ab 1914 dehnte er seine Untersuchungen auf den Saftaufstieg und die damit verbundenen Gewebestrukturen aus. Ausserdem erforschte er die Pflanzengattungen Frauenmantel, Baldrian und Schachtelhalm.
Einige Pflanzen wurden nach Maillefer benannt, zum Beispiel Alchemilla buseri Maill., Alchemilla longinodis (Buser) Maill. und Allium nitens Sauzé & Maill.

### Familie
Maillefer heiratete im Jahr 1912 Gabrielle-Alice Chevalley.

## Veröffentlichungen
- De la détermination du temps de présentation, doi:10.5169/seals-268128#434. In: Bulletin de la Société vaudoise des sciences naturelles. Band 43, 1907.
- La botanique, doi:10.5169/seals-268636#209. In: Bulletin de la Société vaudoise des sciences naturelles. Band 45, 1909.
- Étude sur le géotropisme, doi:10.5169/seals-268639#299. In: Bulletin de la Société vaudoise des sciences naturelles. Band 45, 1909.
- Étude sur la réaction géotropique, doi:10.5169/seals-268876#262. In: Bulletin de la Société vaudoise des sciences naturelles. Band 46, 1910.
- L’expérience de la jacinthe renversée, doi:10.5169/seals-287530#221. In: Bulletin de la Société vaudoise des sciences naturelles. Band 47, 1911.
- Les lois du géotropisme, doi:10.5169/seals-90270#367. In: Verhandlungen der Schweizerischen Naturforschenden Gesellschaft (Actes de la Société helvétique des sciences naturelles, Atti della Società elvetica di scienze naturali). Band 96, 1913.
- Sur la présence d’une assise dans la racine d’Acorus Calamus, doi:10.5169/seals-270530#93. In: Bulletin de la Société vaudoise des sciences naturelles. Band 53, 1920.
- Sur le développement de la structure anatomique de la tige d’Impatiens Roylei, Walpers, doi:10.5169/seals-270193. In: Bulletin de la Société vaudoise des sciences naturelles. Band 52, 1918–1919.
- Les mouvements hygroscopiques des rameaux de l’ombelle de Daucus Carota L, doi:10.5169/seals-270200#412. In: Bulletin de la Société vaudoise des sciences naturelles. Band 52, 1918–1919.
- Le coefficient générique de P. Jaccard et sa signification, doi:10.5169/seals-249679#124. In: Mémoires de la Société vaudoise des sciences naturelles. Société vaudoise des sciences naturelles, Band 3, Heft 4, 1929.
- Les herborisations et la dessiccation des plantes pour herbiers, doi:10.5169/seals-273259#437. In: Bulletin de la Société vaudoise des sciences naturelles. Band 62, 1942–1945.
- Étude sur les Alchemilla de Suisse et des Alpes occidentales de la section Brevicaulon Rothmaler, sous-section Chirophyllum Rothm, doi:10.5169/seals-287469#186. In: Mémoires de la Société vaudoise des sciences naturelles. Société vaudoise des sciences naturelles, Band 8, 1944–1946 und als Monografie bei F. Rouge et Cie, Lausanne 1944.
- Herborisations pendant une croisière dans l’Adriatique et autour de la Grèce en 1938, doi:10.5169/seals-272974#8. In: Bulletin de la Société vaudoise des sciences naturelles. Band 61, 1940–1941.
- Société botanique suisse. In: Verhandlungen der Schweizerischen Naturforschenden Gesellschaft (Actes de la Société helvétique des sciences naturelles, Atti della Società elvetica di scienze naturali). Band 120, 1940.